# Ciprijan i Justina
Sveti Ciprijan Antiohijski i Justina (3. stoljeće - Nikomedija, 26. rujna 304.), su dvoje kršćanskih svetaca koji su podnijeli mučeništvo u vrijeme rimskih progona kršćana.

## Životopis
Prema legendi, Ciprijan je bio poganski čarobnjak koji je imao posla s demonima i đavlom. Kada se zaljubio kreposnu mladu kršćanku, imenom Justina, pokušao ju je zavesti, no odbila ga je. Tada ju je napao uz pomoć demonskih sila, no ona ih je odbila napravivši znak križa. Vidjevši to, Ciprijan je također učinio znak križa, oslobodio se utjecaja Sotone i postao kršćanin. Nakon krštenja postao je đakon, a kasnije i biskup, dok je Justina, njegova nova prijateljica, postala opaticom ženskog samostana.
Za vrijeme Dioklecijanovih progona oboje su uhvaćeni i mučeni u Damasku, a potom obezglavljeni u Nikomediji na obali rijeke Gallus. Njihova tijela odnijeli su kršćanski pomorci u grad Rim i pokopali ih na imanju rimske patricijke Rufine, a kasnije u Konstantinovoj bazilici. Priču o Ciprijanu i Justini zapisao je bizantski svećenik Symeon Metaphrastes u 10. stoljeću, no priču spominje još i sveti Grgur Nazijanski († 389.) i Prudencije, što znači da je nastala već u 4. stoljeću.
Sveti Ciprijan i Justina štuju se u katoličkoj i pravoslavnoj Crkvi na dan 26. rujna. Prema okultnom vjerovanju, sv. Ciprijanu pripisuje se autorstvo nad grimorijem "Knjiga svetog Ciprijana", što je prilično dvojbeno, jer se prvi spomen te knjige javlja tek početkom 19. stoljeća. Zbog toga ovaj svetac ima neobičnu reputaciju da ga se smatra svecem zaštitnikom vještica, čarobnjaka, okultista i travara.

## Vanjske poveznice
- Sts. Cyprian and Justina - Catholic Encyclopedia (engl.)
- Saint Cyprian of Antioch (Saint Cipriano) (engl.)